# 第4師団 (チリ陸軍)
第4師団（だいよんしだん、IV División）は、チリ陸軍の師団の一つ。師団の名称がついているが実質は軍管区に相当する。アイセン・デル・G・カルロス・イバニェス・デル・カンポ州コイハイケに司令部を置きアイセン・デル・G・カルロス・イバニェス・デル・カンポ州の防衛警備を担当する。

## 部隊編成
- 師団司令部
- 第14増強連隊「アイゼン」（コイハイケ）
  - 自動車化歩兵大隊
  - 第8通信中隊「コイハイケ」
  - 対戦車中隊
  - 憲兵小隊
- 第8歩兵連隊（大隊規模）「サンカルロス・デ・アンクー」（コイハイケ）
- 第8工兵連隊（大隊規模）「チロエ」
- 第4師団後方支援中隊「コイハイケ」